# Emmanuelle Charpentier
Pour les articles homonymes, voir Charpentier (homonymie).
Emmanuelle Marie Charpentier, née le 11 décembre 1968 à Juvisy-sur-Orge, est une microbiologiste, généticienne et biochimiste française, prix Nobel de chimie 2020 avec Jennifer Doudna. Elle est membre de l'Académie des sciences et de l'Académie des technologies.

## Biographie

### Jeunesse
Emmanuelle Charpentier est née à Juvisy-sur-Orge dans l'Essonne. Son père est responsable des  espaces verts de la ville de Sainte-Geneviève-des-Bois et sa mère est infirmière au centre hospitalier de Perray-Vaucluse. Elle a deux sœurs aînées.

### Études et carrière
Emmanuelle Charpentier étudie la biochimie et la microbiologie, puis poursuit sa formation à l'institut Pasteur (1992-1995). Elle obtient en 1995 un doctorat en microbiologie à l'université Pierre-et-Marie-Curie devenue Sorbonne Université. À partir de 1996, elle entame différents post-doctorats aux États-Unis à l'université Rockefeller à New York, au centre médical universitaire de l'université de New York au Skirball Institute à New York et au St. Jude Children's Research Hospital à Memphis.
En 2002, elle obtient un contrat de chef d'un groupe de recherche en tant que professeure invitée puis assistante professeure à l'université de Vienne en Autriche où elle reste jusqu'en 2009. En 2009, elle est nommée professeure associée à l'université d'Umeå, où elle prend la tête d'une équipe de recherche.
En 2013, elle est nommée professeure à la faculté de médecine de Hanovre et au Centre for Infection Research de Brunswick en Allemagne.
Depuis 2014, elle est titulaire de la Chaire Alexander von Humboldt et partage son temps entre les trois institutions d'Umeå, Hanovre et Brunswick.
En avril 2014, la société CRISPR Therapeutics qu'elle co-fonde avec Rodger Novak et Shaun Foy, annonce avoir levé vingt-cinq millions de dollars de fonds afin de développer, à des fins thérapeutiques, l'édition génétique basée sur la technologie CRISPR-Cas9,,,
En 2015, Emmanuelle Charpentier est nommée directrice de l'institut Max-Planck de biologie des infections à Berlin. Depuis 2018, elle est directrice du Centre de recherche Max Planck pour la science des pathogènes (Max-Planck-Forschungsstelle für die Wissenschaft der Pathogene).
Le 10 août 2021, le pape François la nomme membre de l'Académie pontificale des sciences.

## Travail et contributions scientifiques
Emmanuelle Charpentier travaille sur la régulation de l'expression des gènes du point de vue de l'ARN microbien ainsi que sur les bases moléculaires de l'infection. Elle s'intéresse également à la manière dont les bactéries luttent contre les agents pathogènes. Emmanuelle Charpentier a établi sa renommée mondiale en identifiant et en déchiffrant les mécanismes moléculaires du système immunitaire bactérien CRISPR/Cas9. Elle a aussi inventé la technique de CRISPR/Cas9 en collaboration avec Jennifer Doudna qui a révolutionné le domaine de l'ingénierie génétique. Pour cette découverte, elle a reçu plusieurs prix prestigieux, notamment en 2020 le prix Nobel de chimie, qu'elle partage avec Jennifer Doudna.

## Prix et distinctions

### Décorations
- Commandeure de la Légion d'honneur en 2020[12] ; directement promue sans passer par le grade d'officière.
- Chevalière de la Légion d'honneur en 2016[13],[14]
- Médaille de la Société d'Encouragement au Progrès (Grande médaille d'or en 2021)[15]
- Chevalier de l'ordre national du Mérite
- Pour le Mérite

### Académies des sciences
- 2014 : membre de l'EMBO[16]
- 2015 : membre de l'Académie américaine de microbiologie[17]
- 2015 : membre scientifique de la Société Max-Planck
- 2015 : membre de l'Académie européenne de la microbiologie[18]
- 2015 : membre de la Leopoldina (Académie nationale des sciences de l'Allemagne)
- 2016 : membre correspondante de l'Académie royale des sciences de Suède[19]
- 2016 : membre correspondante de l'Académie autrichienne des sciences[20]
- 2016 : membre de l'Académie des sciences de Berlin-Brandebourg
- 2017 : membre de l'Académie des technologies[21]
- 2017 : membre de l'Académie allemande des sciences et de la technologie (Acatech)
- 2017 : membre de l'American Association for Cancer Research Academy[22]
- 2017 : membre correspondante de la National Academy of Sciences[23]
- 2017 : membre correspondante de l'Académie royale des sciences de l'ingénieur de Suède[24]
- 2017 : membre de l'Académie des sciences[25]

- 2021 : membre de l'académie pontificale des sciences[26].

### Doctoratshonoris causa
- 2016 : Katholieke Universiteit Leuven[27]
- 2016 : université de New York[28]
- 2016 : École polytechnique fédérale de Lausanne[29]
- 2017 : université d'Umeå[30]
- 2017 : University of Western Ontario[31]
- 2017 : Hong Kong University of Science and Technology[32]
- 2018 : université catholique de Louvain[33]
- 2023 : université de Liège[34]
- 2024: Université Pompeu-Fabra[35]

### Prix et honneurs
- 2009 : Prix Theodor Körner[36]
- 2011 : Prix Eric. K. Fernström
- 2014 : Prix Göran Gustafsson (par l'Académie royale des sciences de Suède)
- 2014 : Nommée à la Chaire Alexander von Humboldt[37]
- 2014 : Prix Paul-Janssen pour la recherche biomédicale avec Jennifer Doudna[38]
- 2014 : Prix Gabbay avec Feng Zhang et Jennifer Doudna[39]
- 2014 : Grand prix Jean-Pierre-Lecocq[40]
- 2015 : Breakthrough Prize in Life Sciences[41]
- 2015 : Prix Louis-Jeantet de médecine[42] attribué par la Fondation Louis-Jeantet
- 2015 : Prix Ernst Jung (en)[43]
- 2015 : Prix Hansen Family (Fondations Bayer de science et éducation)[44]
- 2015 : Médaille Carus de la Leopoldina [45]
- 2015 : Prix Gruber de génétique
- 2015 : Prix Princesse des Asturies
- 2015 : Prix EC Jubilee de l'université d'Umeå[46]
- 2015 : Prix Massry[47]
- 2016 : BBVA Foundation Frontiers of Knowledge Award
- 2016 : Prix Gottfried Wilhelm Leibniz[48]
- 2016 : Prix Paul-Ehrlich-et-Ludwig-Darmstaedter (avec Jennifer Doudna)[49]
- 2016 : Prix L'Oréal-Unesco pour les femmes et la science
- 2016 : Médaille Otto Warburg[50]

- 2016 : HFSP Nakasone Award (avec Jennifer Doudna)[51]
- 2016 : Prix Tang de biopharmacie (avec Feng Zhang et Jennifer Doudna)[52]
- 2016 : Prix Fondation Warren Alpert[53]
- 2016 : Lauréate du Canada Gairdner International Award 2016 [54]
- 2016 : Médaille Wilhelm Exner
- 2016 : Prix Meyenburg[55]
- 2017 : Prix Novo Nordisk Novozymes[56]
- 2017 : Prix japonais (avec Jennifer Doudna)
- 2017 : Prix Albany Medical Center (avec Jennifer Doudna, Luciano Marraffini, Francisco Juan Martínez Mojica und Feng Zhang)[57]
- 2017: Ordre pour le mérite des sciences et beaux-arts de l'Allemagne[58]
- 2018 : Prix “Precision Medicine World Conference Luminary Award”[59]
- 2018 : Prix Kavli en nanosciences (avec Jennifer Doudna et Virginijus Šikšnys)[60]
- 2020 : Prix Harvey
- 2020 : Prix Wolf[61] avec Jennifer Doudna
- 2020 : Prix Nobel de chimie conjointement avec Jennifer Doudna[62]

### Autres distinctions
- 2014 : Vanity Fair - Les 50 Français les plus influents du monde
- 2014 : Foreign Policy - 100 Leading Global Thinkers
- 2015 : Vanity Fair - Les 50 Français les plus influents du monde
- 2015 : Fierce Biotech - Les 25 personnes plus influentes dans le domaine biopharmaceutique[63]
- 2015 : TIME - Les 100 personnes plus influentes du monde (The Pioneers)[64]
- 2016 : Vanity Fair - Les 100 de l'établissement nouveau (The Gene-iuses)[65]
- 2016 : TIME - Les 100 personnes de l'année (The CRISPR Pioneers)[66]
- 2017 : OOOM 100: Les personnes les plus inspirantes du monde[67]